# Лоше понашање
Лоше понашање (енгл. Behaving Badly) је америчка филмска комедија из 2014. године коју је написао и режирао Тим Гарик, која је филмска адаптација аутобиографског романа Рика Брауда из 2000. године Док сам мртав, нахрани пса. У филму учествују Нат Волф и Селена Гомез уз Мери-Луиз Паркер. Филм је објављен на видео-на-захтев 1. јула 2014. године, пре биоскопског издања 1. августа 2014. године.

## Радња
Тинејџер Рик Стивенс (Нат Волф), се заљубио у Нину Пенингтон (Селена Гомез). Када Рик схвати да је Нина раскинула са својим дечком Кевином Карпентером (Остин Стоувел), он ставља опкладу са Карлисом Малинаускасом (Нејт Хартли), сином мафијаша, да ће имати секс са Нином пре Арбор Дана, што ће довести до озбиљног ланца догађаја од секса са мајком свог најбољег пријатеља (Елизабет Шу), до готово стављање целог града у затвору, укључујући и Нину.

## Улоге
- Нат Волф као Рик Стивенс
- Селена Гомез као Нина Пенингтон
- Мери-Луиз Паркер као Луси Стивенс/Света Лола
- Елизабет Шу као Памела Бендер
- Дилан Мекдермот као Џими Лич
- Леклен Бекенен као Били Бендер
- Хедер Грејам као Анет Стратон Озборн
- Ешли Рикардс као Кристен Стивенс
- Џејсон Ли као Отац Краминс
- Остин Стоувел као Кевин Карпентер
- Кери Елвес као Џозеф Стивенс
- Патрик Ворбертон као директор Базил Поле
- Гари Бјуси као шеф Хоард Д. Ленсинг
- Џејсон Акина као Брајан Севиџ
- Расти Џојнер као Кејт Бендер
- Нејт Хартли као Карлис Малинаускас
- Мич Хевер као Стивен Стивенс
- Скот Еванс као Рони Ват
- Џил Мекини као као полицајац Џо Такет
- Минди Робинзон као Кристин пријатељ
- Џастин Бибер као затвореник

## Продукција
Главно снимање одржано је у средњој школи Џон Буроугс у Лос Ангелесу, Калифорнији у августу 2012 године. Снимање је трајало двадесет дана. Првобитно под називом "Нахрани пса", јер се заснива на књизи Док сам мртав нахрани пса, филм је променио име у августу 2012. године на предложени родитељски савет пре него што је ревидиран на "Одлично". Трећа ревизија наслова била је у великој мери захваљујући Били Кристал/Бет Мидлер филму Родитељски надзор у сезони годишњих одмора, већ су тврдили наслов, што је изазвало могућу конфузију. Бровде, аутор првобитног аутобиографског романа, одбацио је филм као против изворног материјала његове књиге. 

## Издавање и пријем
У априлу 2014. године најављено је да је Vertical Entertainment купио америчку дистрибуцију права на филм. Филм је објављен у Уједињеном Краљевству непосредно-на-видео 9. јуна 2014. Филм је објављен у Сједињеним Државама 1. јула 2014. путем видео на захтев, пре него што је објављен у ограниченом издању 1. августа 2014. 
Филм је добио одобрење од 0% на Rotten Tomatoes након 12 коментара, а резултат је 18/100 на Metacritic који сугеришу "огромну неприлику".